# Baron Strang
Baron Strang, of Stonesfield in the County of Oxford, war ein erblicher britischer Adelstitel in der Peerage of the United Kingdom.
Der Titel wurde am 16. Januar 1954 dem Diplomaten und Staatssekretär Sir William Strang verliehen.
Der Titel erlosch beim Tod seines Sohnes, des 2. Barons, am 19. Dezember 2014.

## Liste der Barone Strang (1954)
- William Strang, 1. Baron Strang (1893–1978)
- Colin Strang, 2. Baron Strang (1922–2014)